# Зелінськ
Зелінськ (пол. Zielińsk) — село в Польщі, у гміні Осенцини Радзейовського повіту Куявсько-Поморського воєводства.
Населення — 238 осіб (2011).
У 1975-1998 роках село належало до Влоцлавського воєводства.

## Демографія
Демографічна структура станом на 31 березня 2011 року:
|          | Загалом | Допрацездатний вік | Працездатний вік | Постпрацездатний вік |
| -------- | ------- | ------------------ | ---------------- | -------------------- |
| Чоловіки | 121     | 22                 | 80               | 19                   |
| Жінки    | 117     | 19                 | 63               | 35                   |
| Разом    | 238     | 41                 | 143              | 54                   |